# 1998年阿布哈兹战争
1998年阿布哈兹战争发生在阿布哈兹加利地区，當時格鲁吉亚族人发动了对阿布哈兹政府的叛乱。冲突有时也被称为“阿布哈兹六日战争”，然而这个名称只考虑阿布哈兹1998年5月20日 - 5月26日六天的攻势，雙方之間的敌对行动和武装袭击在此之前就已开始了。

## 背景
1992年至1993年阿布哈兹战争如火如荼时，格鲁吉亚人在阿布哈兹遭到有系统的种族清洗，施暴者是阿布哈兹民兵和他们来自俄罗斯北高加索共和国的盟友。1993年11月，加利地区的大部分由分离主义政府控制，格鲁吉亚部队从原先控制的少数孤立的飞地撤离，根据1994年俄罗斯促成的停火协议。自那时起，大约40000至60000格鲁吉亚人已返回加利区。

## 零星的游击战
五年的阿布哈兹-格鲁吉亚和谈无果而终，使得格鲁吉亚族难民出于无奈而拿起武器。各个小游击队逐渐团结起来，于1996年成立了白色团。自此，军团的目标是对阿布哈兹的采取颠覆行动。后来又创建了森林兄弟会。
苏呼米政府称，约300人的格鲁吉亚族游击队侵入阿布哈兹加利地区，并开始准备大规模的颠覆活动。据阿布哈兹的资料，他们鼓励格鲁吉亚聚居区的居民（尤其是儿童和妇女）暂时离开自己的家园，躲藏起来，如此便容易展开新的敌对斗争。
春天，阿布哈兹局势持续恶化。白色团、森林兄弟会和其他格鲁吉亚族团体加紧攻击阿布哈兹军队，终于使他们失去了对加利区的控制。其中最重大的攻击发生在1998年5月18日，格鲁吉亚族游击队的袭击了加利区的Repi村的阿布哈兹民兵站，造成17位民兵死亡。

## 战争
1998年5月20日，一个全副武装的阿布哈兹鎮壓部隊，其中包括约3500名民兵和1100人的正规军，配备T-55、T-72坦克、装甲运兵车和各種火炮进入了加利地区。格鲁吉亚游击队只有榴弹发射器和机枪，采取阵地战来保卫格鲁吉亚族村庄。最激烈的战斗发生在Khumushkuri、Kvemo Barghebi、Saberio和Sida村附近。阿布哈兹部队持續發動攻击，战斗持续了6天。
到1998年5月26日，阿布哈兹部队控制了几乎整个加利地区。格鲁吉亚族和阿布哈兹代表团于1998年5月25日在加格拉达成了停火协议。根据协议，双方都应从加利地区撤出其武装部队，从1998年5月26日早上6点开始。成立一个由联合国和其他国际组织的代表组成的特别委员会来监督停火。

## 伤亡
据格鲁吉亚检察长办公室，在加利冲突期间，格鲁吉亚方面的伤亡人数如下：6人失踪，35名平民和17个军人死亡，24人受伤和56战俘。另外有1695间本地格鲁吉亚房屋被烧毁。据报道，阿布哈兹的损失是至少600人死亡和数百人受伤。
敌对行动导致数百人伤亡，30000到40000格鲁吉亚人流离失所。虽然许多家庭迅速恢复，冲突还是使1500座房屋和基础设施变成废墟，其中一些后来借助国际资金的支持重建。联合国加利地区联合评估团于2000年证实，阿布哈兹攻势中存在故意烧毁和掠夺房屋和基础设施的行为。

## 格鲁吉亚的卷入
格鲁吉亚政府声称，他们与游击队没有联系。1998年5月22日在第比利斯举行了格鲁吉亚-阿布哈兹特别会议，阿布哈兹和格鲁吉亚通过了一项议定书草案，让苏呼米从加利撤出其部队，结束该地区的游击战争。因此，专家声称，格鲁吉亚当局间接承认，他们对游击队有一定的控制。但格鲁吉亚总统爱德华·谢瓦尔德纳泽再次表示，格鲁吉亚政府与加利游击队无关。